# Valeria Rosso
Pour les articles homonymes, voir Rosso.
Valeria Rosso (née le 24 octobre 1981 à Biella) est une joueuse italienne de volley-ball. Elle mesure 1,83 m et joue au poste de réceptionneuse-attaquante.

## Clubs
| Club                     | Pays        | De        | À         |
| ------------------------ | ----------- | --------- | --------- |
| Pavic Romagnano          | Italie      | 1993-1994 | 1997-1998 |
| Volley Gattinara         | Italie      | 1998-1999 | 1998-1999 |
| Agil Volley Trecate      | Italie      | 1999-2000 | 2000-2001 |
| PVAB Cantù               | Italie      | 2001-2002 | 2001-2002 |
| Robursport Volley Pesaro | Italie      | 2002-2003 | 2004-2005 |
| Airone Tortolì           | Italie      | oct 2005  | déc 2005  |
| Volley 2002 Forlì        | Italie      | jan 2006  | mai 2006  |
| Volley Club Padova       | Italie      | 2006-2007 | 2006-2007 |
| Volley Club Milano       | Italie      | 2007-2008 | 2007-2008 |
| Asystel Volley Novara    | Italie      | 2008-2009 | 2009-2010 |
| Volleyball Santa Croce   | Italie      | 2011-2012 | 2011-2012 |
| AGIL Volley              | Italie      | 2012-2013 | 2013-2014 |
| Lokomotiv Bakou          | Azerbaïdjan | 2014-2015 | …         |

## Palmarès

### Équipe nationale
- Championnat d'Europe des moins de 20 ans
  - Vainqueur : 1998.

### Clubs
- Coupe d'Italie A2
  - Vainqueur :2001, 2003.
- Coupe de la CEV
  - Vainqueur : 2009.